# Weilheim (Baden)
Weilheim (Baden) (în alemanică Wyle) este o comună din landul Baden-Württemberg, Germania.

## Istorie
Așezările comunei au fost populate încă din perioada romană. Pentru cea mai mare parte a istoriei lor medievale, acestea au fost parte a Austriei Anterioare, înainte de tratatul de la Pressburg, când au fost retrocedate forțat Marelui Ducat de Baden.